# 베일리 드 영
베일리 드 영(Bailey De Young, 1989년 9월 16일 ~ )는 미국의 배우, 댄서이다.